# 尼崎市立園田北小学校
尼崎市立園田北小学校（あまがさきしりつ そのだきたしょうがっこう）は、兵庫県尼崎市猪名寺に所在する公立小学校。通学地域は主に、塚口本町五丁目、猪名寺、南清水である。

## 沿革

### 年表
- 1973年
  - 尼崎市立園田小学校から分離し、園田北小学校創立
  - 11月7日に開校式が行われる この日を創立記念日とする
- 1976年 - 校歌ができる
- 1984年 - 第21回放送教育賞（共同研究部門）で文部大臣賞を受賞
- 1989年 - インドシナ難民子女受入推進協力校になる
- 1992年 - 外国人子女日本語指導推進協力校になる
- 1994年 - 国際理解教育課題教育協力校になる
- 2000年 - 文部科学省指定「外国人子女教育受入推進地域」協力校になる